# Going to the Mat
Going to the Mat is een Disney Channel Original Movie uit 2004 onder regie van Stuart Gillard.

## Verhaal
Jace is de nieuwe student op school. Hij is blind en probeert er maar het beste van te maken op school. Hij wordt al snel gehaat door de populaire jongens van de school, mede vanwege zijn arrogantie. Mary Beth en Fly staan hem bij, maar toch wil Jace zelf ook populair worden. Daarom wordt hij lid van het worstelteam...

## Rolverdeling
| Acteur             | Personage             |
| ------------------ | --------------------- |
| Andrew Lawrence    | Jason 'Jace' Newfield |
| Alessandra Toreson | Mary Beth Rice        |
| Billy Aaron Brown  | John Lambrix          |
| Khleo Thomas       | Vincent Fly Shue      |
| Wayne Brady        | Mason Wyatt           |
| D.B. Sweeney       | Coach Rice            |
| Brenda Strong      | Patty Newfield        |
| Brian Wimmer       | Tom Newfield          |